# Beccafumi

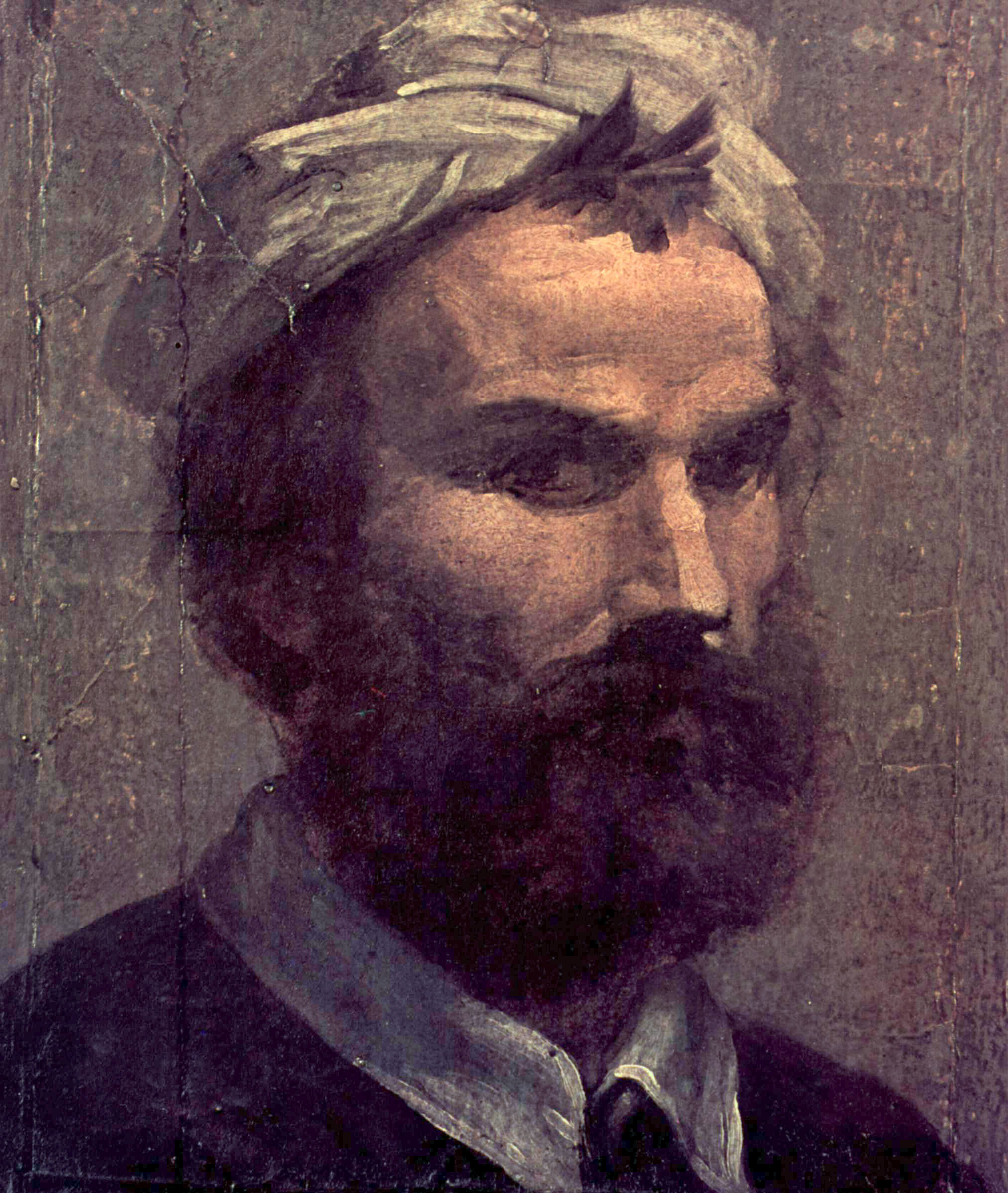
Autorretrato (1525)-(1530), Florencia, Galleria degli Uffizi.

Domenico di Giacomo di Pace Beccafumi, más conocido como Domenico Beccafumi (Montaperti, Asciano, provincia de Siena 1486-Siena, 18 de mayo de 1551) fue un pintor, escultor y versátil grabador italiano, destacado representante del primer manierismo, uno de los más valiosos de la llamada Escuela de Siena. Fue llamado «El Mecarino», «Il Mecherino» y «Mecucio». 

## Vida y obra

### Infancia y comienzos artísticos
Su padre, Giacomo di Pace, era un labrador al servicio de un señor feudal llamado Lorenzo Beccafumi. Éste, al notar las capacidades del precoz Domenico, se convirtió en su mecenas a fin de obtener obras de arte. Es así que Domenico di Pace fue enviado a estudiar pintura en la ciudad de Siena, donde recibió el apodo de «Il Mecherino», pues uno de sus primeros maestros fue el pintor Giovanni Mecheri. Otros nombres propuestos como maestros del joven Domenico son los de Giovanni di Sandro, del que no se sabe prácticamente nada, y el pintor de frescos Capanna. 
En esta primera etapa de sus estudios, recibió los influjos de Signorelli, Pinturicchio y Perugino, así como fuertes influencias de la pintura florentina coetánea la cual tenía como principales exponentes a Fray Bartolomeo, Mariotto Albertinelli y, sobre todo, Piero di Cosimo.

Entre 1508-1509 Beccafumi marchó por vez primera a Roma con la finalidad de perfeccionar sus estudios. Puede que este primer viaje fuera patrocinado por otros ilustres sieneses que ya trabajaban en la Ciudad Eterna, como su amigo Baldassare Peruzzi o Agostino Chigi. En ese primer viaje adquiere el gusto por el luminismo leonardesco, que ya Giovanni Antonio Bazzi (Il Sodoma) había introducido en Siena. Vasari menciona una fachada realizada en Roma con el blasón del papa Julio II por el joven artista, prueba de que ya había alcanzado un cierto reconocimiento. En 1512 Beccafumi retornó a Siena logrando buenos contratos y celebridad siendo superado en esto solo por el recién mencionado Sodoma.
Ya en su patria, su primer encargo importante consistió en la decoración al fresco de la Capilla de la Virgen del Manto en Santa Maria della Scala (1513), pinturas de las que apenas queda algún rastro.
La primera obra importante de Beccafumi que ha llegado hasta nosotros es el Tríptico de La Trinidad en el hospital de Santa María della Scala. De este primer periodo son Los estigmas de Santa Catalina (1514-1515), San Pablo en la cátedra (1516-1517, en el Museo dell'Opera del Duomo (Siena) y los frisos realizados junto a Il Sodoma y Girolamo del Pacchia para el oratorio de la iglesia de San Bernardo (1518).

### Etapa de madurez
En 1519 efectúa su segundo y tal vez último viaje a Roma, donde profundiza el estudio de los clásicos que se encontraban en el Vaticano; es en este viaje que observa con detalle y aprecia la Capilla Sixtina, que le inspirará profundamente para su segunda etapa más resueltamente manierista.
En su segunda etapa realiza las obras que lanzarían su fama: las pinturas en el Palazzo Pubblico de Siena, los frescos denominados Alegoría de La Justicia y Decapitación de Cassius en la Sala Consistorial. Sin embargo, uno de los trabajos por el cual Beccafumi resulta más conocido son los 35 mosaicos del pavimento en el Duomo de Siena, pavimento que realizó entre 1517-1546. Para la realización de tal pavimento fueron convocados durante casi dos siglos los mejores artistas italianos, y Beccafumi aquí resultó el más destacado. En este pavimento se observa cómo Beccafumi hace innovaciones técnicas, por ejemplo en las figuraciones dedicadas a Elías, Moisés, Ajab y Melquisedec.
En 1542 tal vez vuelve a estar en Roma, pues parece asistió a la primera reunión de la Accademia dei Virtuosi del Panteón, que se celebró el 1 de enero de 1543. En todo caso, volvía a estar en Siena en 1544.
Otras de sus grandes obras son el tondo de La Sagrada Familia (Palacio Pitti de Florencia), el retablo y los frescos del Palacio Comunal de Siena, el tríptico de La Trinidad, La natividad de La Virgen, El descenso al Limbo y San Miguel Arcángel (todas actualmente en la Pinacoteca Nacional de Siena), Tanaquil (Galería Nacional de Londres) y San Bernardino de Siena orando (Louvre).
La merecida fama adquirida por Beccafumi hizo que Carlos I de Inglaterra enviara sin éxito emisarios para adquirir los cartones con los esbozos del pavimento del Duomo de Siena; en la actualidad algunos de estos esbozos se encuentran en el Instituto de Arte de Siena.
Para la visita que Carlos V realizara a Siena, Beccafumi construyó un gran arco triunfal y un caballo mecánico.
Sus últimas obras importantes son esculturas de bronce, por ejemplo los angelillos realizados hacia 1548, que exornan las columnas cercanas al altar mayor del Duomo de Siena. Estas figuras fueron la causa indirecta de su muerte, según Vasari, pues las grandes temperaturas y el esfuerzo invertido en su fabricación postraron al artista, que falleció poco después de finalizar la obra. Fue enterrado con honores en el Duomo, adonde su cuerpo fue llevado en procesión por todos los artífices de la ciudad.

### Semblanza personal
La mayoría de los datos que poseemos sobre la vida de Beccafumi proceden de las Vite de Giorgio Vasari, que fue contemporáneo y amigo del artista, que le transmitió personalmente buena parte de la información plasmada en su biografía. El escritor aretino lo recuerda con cariño:

...muy cortés y hombre de bien, y viviendo cristianamente, pasaba la mayor parte del tiempo solitario... Estaba acostumbrado a una vida reposada, y se contentaba con aquello que bastaba para sus necesidades, y nada más... estaba acostumbrado a vivir en libertad... Temeroso de Dios y estudioso de su arte, pero sobremanera solitario...
Giorgio Vasari, Vida de Domenico Beccafumi

Así, nos deja el vívido retrato de un hombre alejado de los fastos de la vida oficial, concentrado siempre en su trabajo. De carácter tímido y esquivo, a pesar de ello parece fue persona noble, querido por sus conciudadanos y admirado por sus colegas.

### Valoración crítica
Genuino manierista, Beccafumi aprovechó los efectos de la luz y las sutiles deformaciones o las expresiones absortas para transmitir un fuerte dramatismo. Así diseñó y pintó figuraciones casi etéreas, espectrales, involucradas en escenarios fantásticos; por ejemplo, en su cuadro Santa Clara resuelve la perspectiva en varios planos. Es así que puede parecer un surrealista «avant-la-lettre».
El manierismo de Beccafumi en sus representaciones de El Juicio Final no ofrece «esperanzas», en lo que coincide con las más tardías Cárceles de Piranesi. En Beccafumi, cae el sentido de la heroicidad que el Renacimiento había obtenido de Miguel Ángel.
Aunque se considera a Beccafumi como el «trait-d'union» entre Miguel Ángel y el tenebrismo de Caravaggio, Beccafumi es uno de los primeros en romper con la iconografía tradicional, y lo hace mediante un atrevido experimentalismo. Además del mencionado uso de juegos lumínicos, recurre a colores que no se encuentran en lo cotidiano. Usa un característico color rojo incandescente para infundir pathos a sus pinturas, llamado «rojo Beccafumi».
Llama la atención ciertas similitudes entre el carácter y el tratamiento pictórico de este pintor italiano con el decimonónico inglés William Blake.
El contacto con diversas culturas le permitió innovar y esto por su parte le permitió una especie de expresionismo que le es muy propio. Busca lo insólito: por ejemplo en figuras alargadas que resalta con las luces y sombras contrastadas o -por el contrario- difuminadas, o con tensiones e impulsos que superan el vigor y rigor de Miguel Ángel. Así Beccafumi logra expresiones que revelan una profunda vida interior, para esto pinta con mucho detalle aunque sin el extremado detallismo de Bronzino.
Asimismo son en Beccafumi muy evidentes los influjos de El Greco, esto lo podemos apreciar en la coloratura y pliegue de ropas o en las expresiones de los ojos. Por otra parte llaman la atención sus peculiares representaciones de rostros femeninos, característicamente delicados, sutiles, gráciles, como un anticipo del barroco, aunque sin las languideces y superfluidades que se encuentran en el barroco.

## Obras destacadas

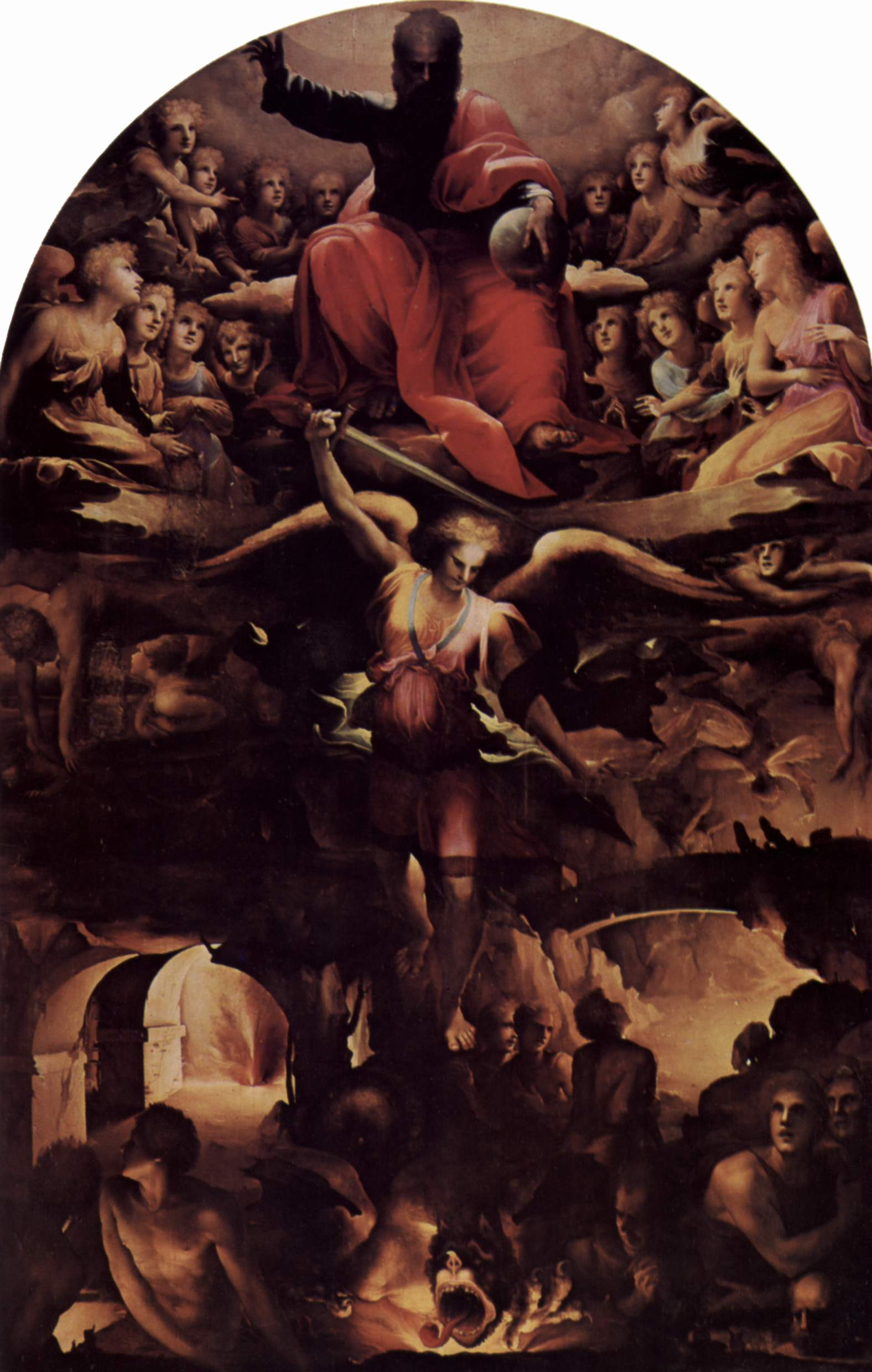
San Miguel o Caída de los ángeles rebeldes.

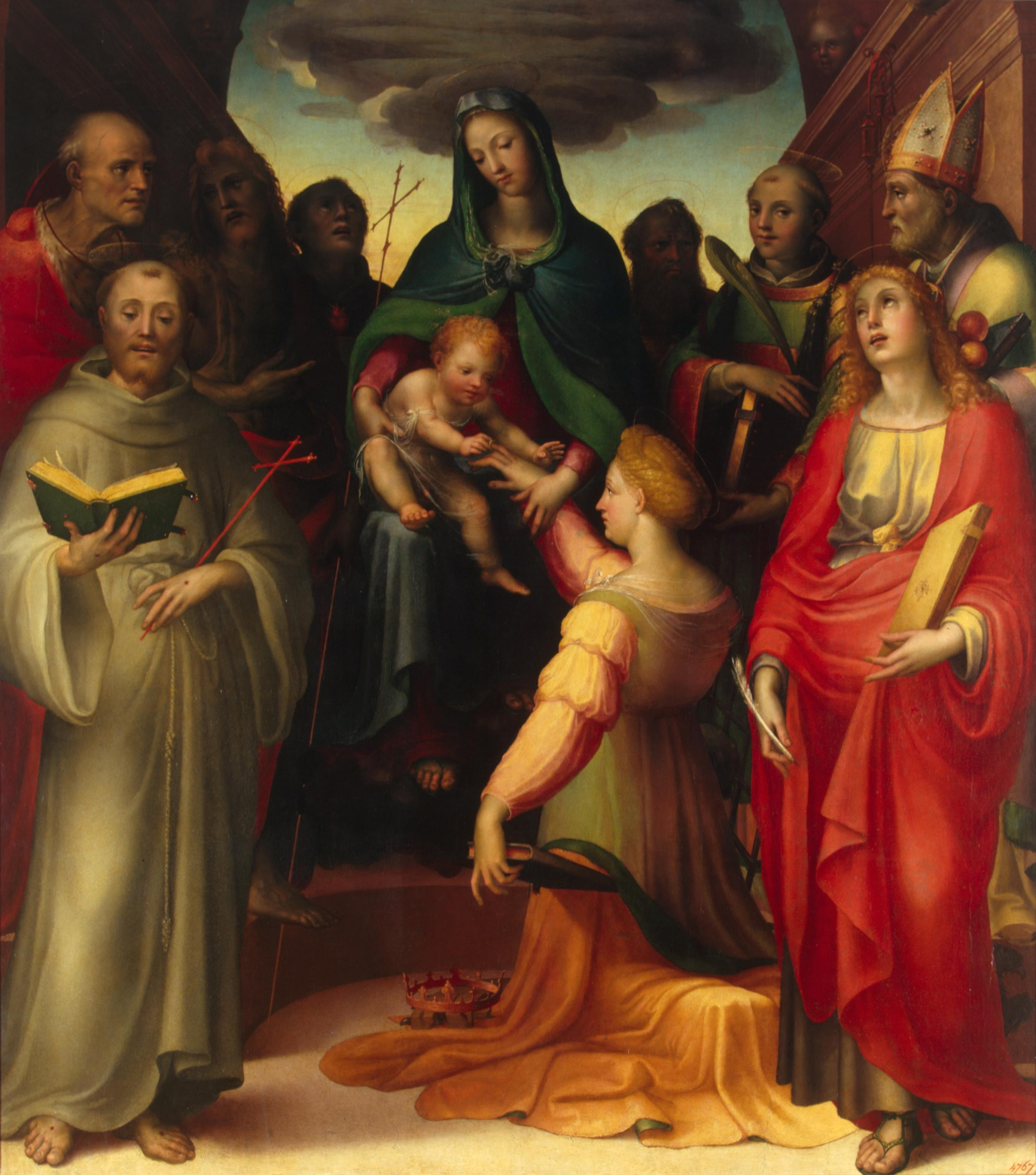
Esponsales místicos de Santa Catalina.

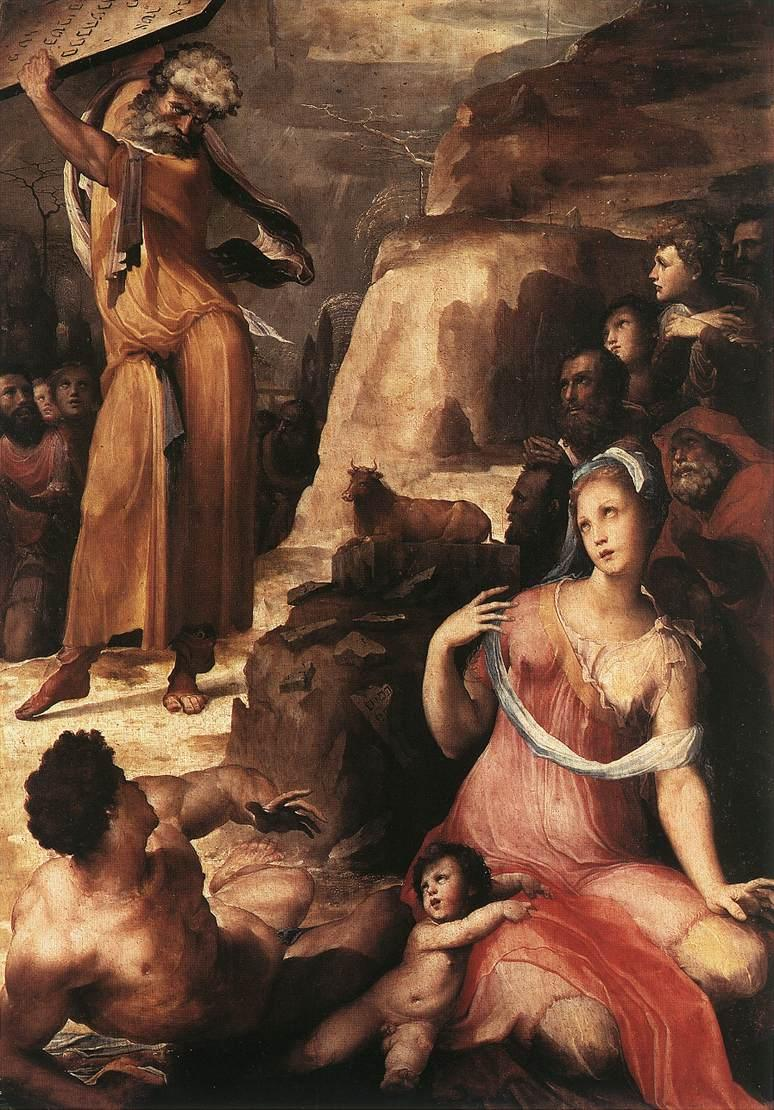
Moisés rompe las Tablas de la Ley (El Becerro de Oro).

- Trinidad y santos (1513, Pinacoteca Nazionale, Siena)
- Encuentro de Joaquín y Ana en la Puerta Dorada (1513, Hospital de Santa Maria della Scala, Siena)
- Penélope (1514, Seminario Patriarcale, Venecia)
- Esponsales místicos de Santa Catalina (1515, Colección Chigi Saracini, Siena)
- San Pablo (1515, Museo dell'Opera, Siena)
- Comunión milagrosa de Santa Catalina (1513-1515, John Paul Getty Museum, Los Ángeles)
- Estigmatización de Santa Catalina (1513-1515, John Paul Getty Museum, Los Ángeles)
- Estigmatización de Santa Catalina de Siena (1515, Pinacoteca Nazionale, Siena)
  - Comunión de Santa Catalina, predela.
  - Esponsales místicos de Santa Catalina, predela.
  - Santa Catalina recibe los hábitos, predela.
- Frescos del Oratorio de San Bernardino (1518, Siena)
  - Esponsales de la Virgen
  - Muerte de la Virgen
- Tanaquil (1519, National Gallery, Londres)
- Marcia (1519, National Gallery, Londres)
- Santa Lucía (1521, Pinacoteca Nazionale, Siena)
- Esponsales místicos de Santa Catalina (1521, Museo del Hermitage, San Petersburgo)
  - San Bernardino predicando en el Campo de Siena (1521, Fitzwilliam Museum, Cambridge), predela.
- Ángel sosteniendo un tondo con la Ebriedad de Noé (1522-1523, Fondazione Horne, Florencia)
- Sagrada Familia con San Juanito (1523-1524, Museo Thyssen-Bornemisza, Madrid)
- Natividad (1523-1524, San Martino, Siena)
- Frescos del Palazzo Bindi Sergardi (1524, Siena)
- Caída de los ángeles rebeldes (1524, Pinacoteca Nazionale, Siena)
- Caridad rodeada de niños jugando (1525, Victoria and Albert Museum, Londres)
- Hércules en la encrucijada (1525, Museo Bardini, Florencia)
- Continencia de Escipión (1525, Museo Nazionale di Palazzo Mansi, Lucca)
- Historia de Papirio (1525, National Gallery, Londres)
- San Ignacio de Antioquía es destripado por los esbirros de Trajano (1525-1527, Art Institute, Chicago)
- Deucalión y Pirra (1525-1530, Fondazione Horne, Florencia)
- Venus y Cupido con Vulcano (1530) NOMA, New Orleans Museum of Art , Nueva Orleans.
- Autorretrato (1525-1530, Uffizi, Florencia)
- Caída de los ángeles rebeldes (1528, San Niccolo al Carmine, Siena)
  - Aparición de San Miguel Arcángel en Castel Sant'Angelo al papa Gregorio Magno (Carnegie Museum of Art, Pittsburgh), predela.
  - Milagro de San Miguel Arcángel en el Monte Gargano (Carnegie Museum of Art, Pittsburgh), predela.
- Visión de Santa Catalina de Siena (1528, Philbrook Museum of Art, Tulsa)
- Frescos del Palazzo Pubblico de Siena (1529-1535)
  - Reconciliación de Fulvio Flacco y Marco Emilio Lépido
- Cabeza juvenil de perfil (1529-1535, Museo del Louvre, París)
- Sagrada Familia con San Juanito (1530, Uffizi, Florencia)
- Cristo en el Limbo (1530-1535, Pinacoteca Nazionale, Siena)
- Esponsales místicos de Santa Catalina con San Juanito y santos (1533-1535, Galería Doria-Pamphilj, Roma)
- Moisés rompe las Tablas de la Ley (El Becerro de Oro). (1536-1537, Catedral de Pisa)
- Castigo de Coré, Datán y Abirón (1536-1537, Catedral de Pisa)
- Virgen con el Niño y santos (1537, Cofradía de San Bernardino, Siena)
- Virgen con Niño y San Juanito (1540, Galleria Nazionale d'Arte Antica, Roma)
- Los Cuatro Evangelistas (1540, Catedral de Pisa)
- San Cristóbal (1540, Instituto Monna Agnese, Siena)
- Coronación de la Virgen (1540, Santo Spirito, Siena)
- Nacimiento de la Virgen (1543, Accademia, Siena)
- Frescos del ábside de la Catedral de Siena (1544)
  - Gloria con ángeles
  - Ascensión de la Virgen
  - Virgen con San Pedro y San Juan
  - Apóstoles
- Anunciación (1545, San Martino e Vittorio, Sarteano)
- Adoración de los Pastores (1545-1550, Allentown Art Museum)
- Sagrada Familia con ángeles (1545-1550, National Gallery of Art, Washington)